# 咸鏡北道 (大韓民国)
咸鏡北道（ハムギョンブクト、かんきょうほくどう）は、朝鮮半島北東部に位置する大韓民国の行政区（以北五道）。道庁所在地は清津市。同国最北端に位置する道である。
現在、全域が朝鮮民主主義人民共和国による支配下にあり、大韓民国政府による実効支配は及んでいない。朝鮮民主主義人民共和国の行政区画では咸鏡北道・羅先特別市と両江道の一部に相当する。

## 地理
北は豆満江を隔てて、中華人民共和国とロシア連邦と国境を接し、西は咸鏡南道と接する。東は日本海である。
山が多く、平地が少ない。

## 歴史
1896年　咸鏡道を咸鏡北道と咸鏡南道に分割した。
1910年　日韓併合条約の調印によって、大韓帝国咸鏡北道から大日本帝國咸鏡北道となる。
1928年　朝鮮総督府鉄道咸鏡本線全通。
1937年　朝鮮放送協会清津放送局が第一放送を開始（第二放送の開始は1941年）。
1943年　朝鮮放送協会城津放送局が第一放送を開始（第二放送はなかった）。
1945年8月14日　北緯38度線で朝鮮を分割し、日本軍を分割武装解除することをトルーマンがソ連に通告。ソ連はこれに合意（一般命令第一号）。
1945年8月15日　玉音放送を流し、旧日本軍の敗戦、朝鮮、台湾。南洋諸島南樺太及び千島列島の統治が終了。
1945年9月2日　南北分割統治正式に開始。

## 咸鏡北道の自治体

### 市
- 清津市 - 청진시【淸津市】Cheongjin-si （チョンジン=シ、咸鏡北道道庁所在地）
- 城津市 - 성진시【城津市】Seongjin-si （ソンジン=シ）
- 羅津市 - 나진시【羅津市】Najin-si （ナジン=シ）

### 郡
- 鏡城郡 - 경성군【鏡城郡】Gyeongseong-gun （キョンソン=グン）
- 茂山郡 - 무산군【茂山郡】Musan-gun （ムサン=グン）
- 吉州郡 - 길주군【吉州郡】Gilju-gun （キルチュ=グン）
- 鶴城郡 - 학성군【鶴城郡】Hakseong-gun （ハクソン=グン）
- 明川郡 - 명천군【明川郡】Myeongcheon-gun （ミョンチョン=グン）
- 穏城郡 - 온성군【穩城郡】Onseong-gun （オンソン=グン）
- 会寧郡 - 회령군【會寧郡】Hoeryeong-gun （フェリョン=グン）
- 慶源郡 - 경원군【慶源郡】Gyeongwon-gun （キョンウォン=グン）
- 慶興郡 - 경흥군【慶興郡】Gyeongheung-gun （キョンフン=グン）
- 鍾城郡 - 종성군【鍾城郡】Jongseong-gun （チョンソン=グン）
- 富寧郡 - 부령군【富寧郡】Buryeong-gun （プリョン=グン）